# Bertoldo I di Tirolo

Stemma della Contea del Tirolo

Bertoldo I di Tirolo (... – 7 marzo 1180) fu conte di Tirolo dal 1165 circa fino alla sua morte.

## Biografia
Era il figlio più giovane del conte Alberto II di Tirolo e di sua moglie, Adelaide di Diessen-Andechs. I conti tirolesi furono in grado di rafforzare la loro autonomia dalla Baviera dopo che il duca Welf, Enrico il Superbo, fu deposto dal re Corrado III di Svevia nel 1139. Intorno al 1165 Bertoldo succedette al fratello maggiore Alberto III come unico conte del Tirolo.
Bertoldo I era sposato con sua cugina Agnes (1149-1207), figlia del conte Ottone I di Ortenburg, che era anch'egli figlio del conte Alberto I di Tirolo. Alla sua morte, gli succedettero i figli Bertoldo II e Enrico I.